# Венеційська комісія

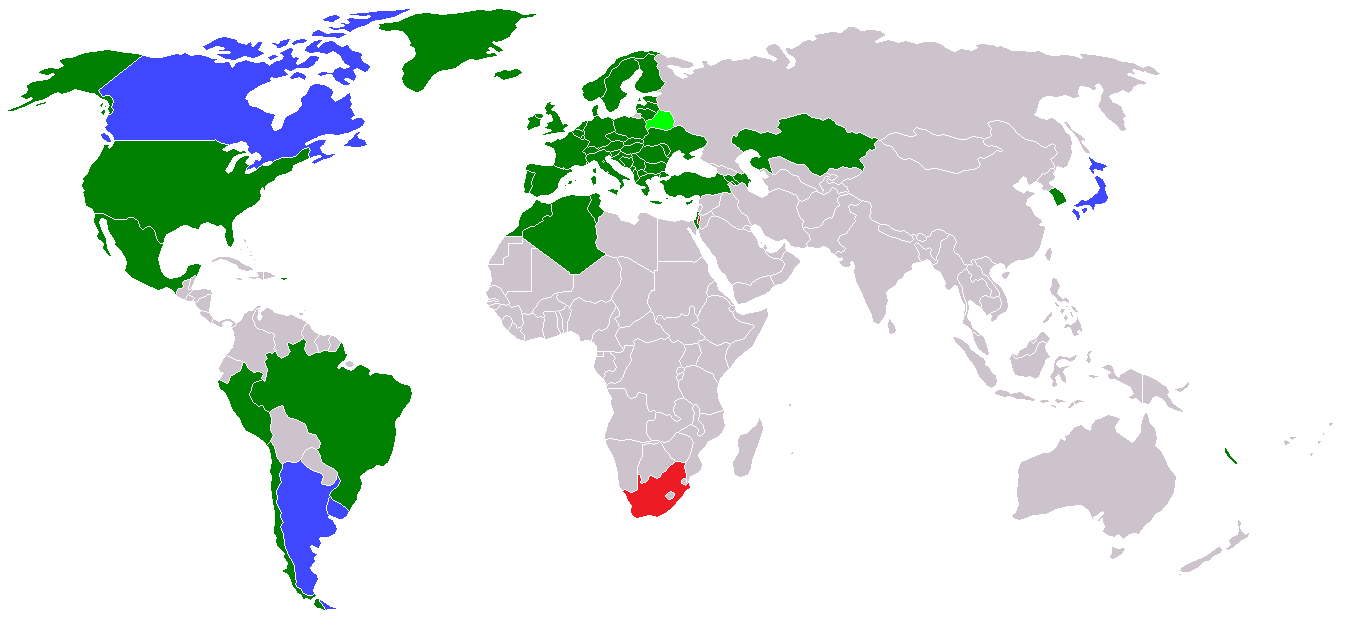
Член
Асоційований член
Спостерігач
Спеціальний статус

Венеційська комісія, або Венеціа́нська комі́сія — дорадчий орган Ради Європи з питань конституційного права, котрий надає висновки про відповідність проєктів законодавчих актів європейським стандартам та цінностям. Офіційна назва — Європейська комісія за демократію через право.
Комісія є форумом, у ході якого країни можуть обмінюватися інформацією, вчитися один у одного, обговорювати ідеї та проєкти, пов'язані з конституційними питаннями.

## Члени
Членами є «поважні академіки, зокрема в царині конституційного та міжнародного права, судді верховних або конституційних судів та члени національних парламентів». Члени обираються своїми державами терміном на чотири роки. Серед інших відомих академіків і суддів, у різний час до складу комісії входили:
- Уго Міфсуд Боннічі (професор права та колишній президент Мальти),
- Жан-Клод Колльяр[fr] (канцлер Паризького університету, колишній член Конституційної ради),
- Крістоф Грабенвартер[de] (голова Конституційного суду Австрії),
- Вольфганг Гоффманн-Рім[en] (колишній суддя Конституційного суду Німеччини),
- Жан Ерік Гельгезен (професор Університету Осло)
- Ганна Сухоцька (колишній прем'єр-міністр Польщі, професор Познанського університету ім. Міцкевича та завідувач кафедри конституційного права),
- Грет Галлер[de] (старший лектор Університету Йоганна Вольфґанґа Ґете (Німеччина), колишній президент Парламенту Швейцарії),
- Клемен Яклич (лектор із права в Гарвардській школі права),
- Джеффрі Джовелл (професор права та колишній декан Університетського коледжу Лондона),
- Євген Танчев (президент Конституційного суду Болгарії),
- Каарло Туорі (професор юриспруденції Університету Гельсінкі),
- Пієтер Ван Дійк (державний секретар, голова комітету з конституційного права, колишній суддя Європейського суду з прав людини),
- Ян Велеерс[nl] (професор Університету Антверпена).

### Керівники
Керівник комісії обирається терміном на два роки з можливістю переобрання.
- Клер Базі-Малорі (з грудня 2021) — член Конституційної ради Франції з 2010 року[6]
- Джанні Букіккіо (2009—2021)[7]

## Члени комісії від України

### Чинні
- Сергій Головатий

### Колишні
- Сергій Ківалов
- Володимир Пилипенко — заступник[8]
- Ставнійчук Марина

## Експерти від України
- Сергій Кальченко